# Liste der Naturdenkmale in Eppelsheim
Die Liste der Naturdenkmale in Eppelsheim nennt die im Gemeindegebiet von Eppelsheim ausgewiesenen Naturdenkmale (Stand 17. Februar 2024).

## Ehemalige Naturdenkmale
| Nr.         | Bezeichnung | Lage                        | Beschreibung | Bild                                    |
| ----------- | ----------- | --------------------------- | --- | --------------------------------------- |
| ND-7331-458 | Effenkranz  | den Ortskern umfassend Lage | Ulmus sp., ca. 550 Bäume; ehemalige Dorfbefestigung mit Graben und Verhau aus Ulmen, zwischen 1976 und 1981 komplett nachgepflanzt; Rechtsverordnung aufgehoben, als Kulturdenkmal „Ortsbefestigung“ geschützt | Direkt Bild zu diesem Denkmal hochladen |